# Peter Funaki
Peter Andrew Funaki, dit également Pita Funaki, est un homme politique niuéen.

## Biographie
Il entre au Parlement de Niué comme député du village de Tamakautoga à l'occasion d'une élection partielle en 1997 due à la condamnation du député Umuti Makani à une peine de prison ferme pour homicide involontaire commis en conduisant en état d'ivresse. Réélu aux élections de 1999, il soutient la candidature d'O'love Jacobsen à la direction du gouvernement, et siège donc ensuite sur les bancs de l'opposition parlementaire informelle au gouvernement du Premier ministre Sani Lakatani. Il conserve son siège de député aux élections de 2002 ; à celles de 2005, il devance d'une seule voix son concurrent Ricky Makani. Largement réélu aux élections de 2008 avec 63,4 % des voix face à Ricky Makani, il est reconduit sans adversaire dans sa circonscription aux élections de 2011.
Aux élections de 2014 il bat à nouveau largement Ricky Makani, avec 56,3 % des voix, et il conserve à nouveau son siège face au même adversaire en 2017. Il est alors nommé adjoint au ministre des Infrastructures, des Communications et des Transports Pokotoa Sipeli dans le gouvernement de Toke Talagi. Aux élections de 2020, toutefois, il ne recueille que 31,3 % des voix dans sa circonscription, et Ricky Makani lui succède comme député de Tamakautoga à sa cinquième tentative. Peter Funaki est candidat à nouveau sans succès aux élections de 2023.
Agriculteur engagé au XXIe siècle dans l'association Niue Island Organic Farmers Association de promotion de l'agriculture biologique, il a « aidé à relancer la production d'ananas » à Niué.